# Eisenbahngesellschaft Beiras

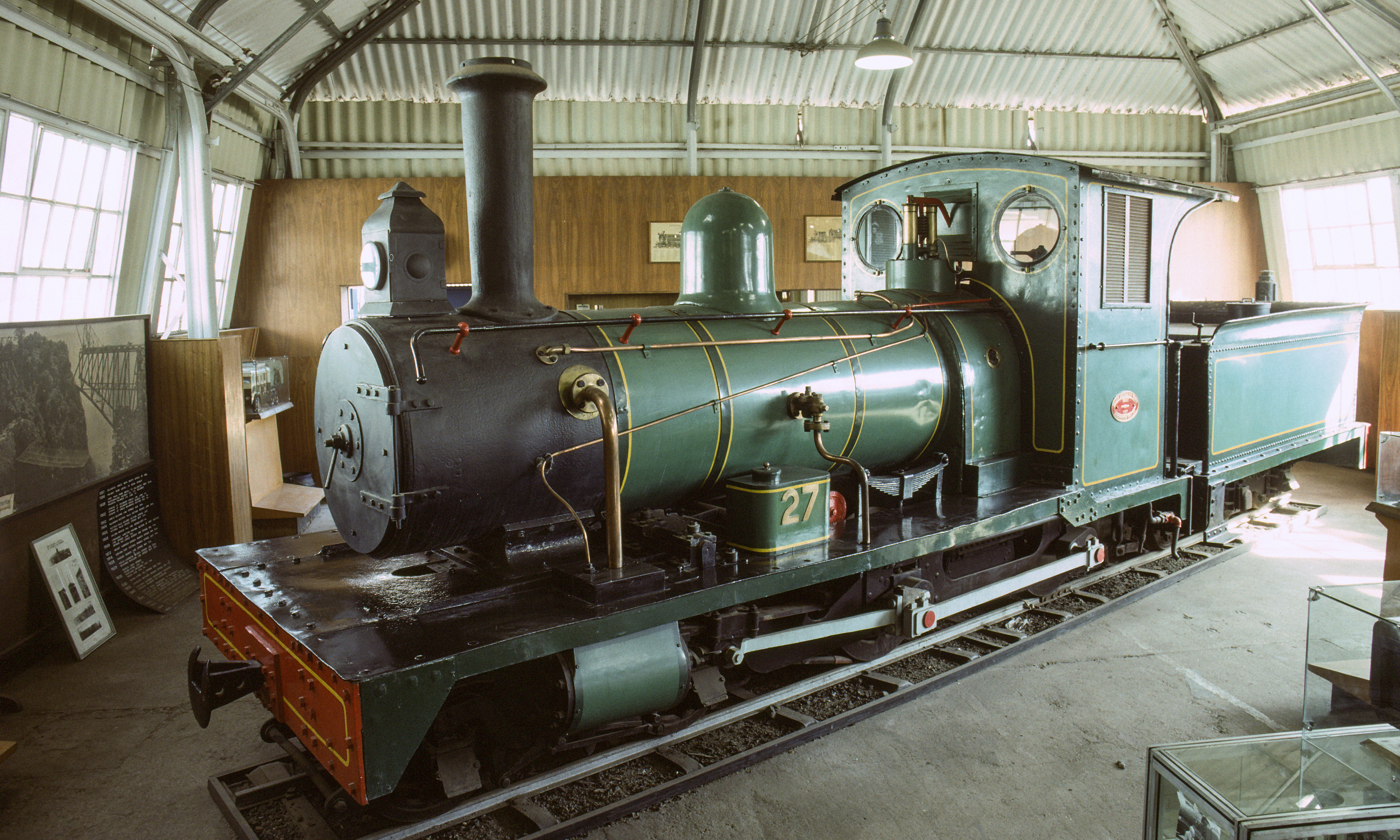
Eine Lokomotive, die im Dienst der Gesellschaft stand

Die Eisenbahngesellschaft Beiras (Portugiesisch: Companhia dos Caminhos de Ferro da Beira, Englisch: Beira Railroad Corporation)  war eine Joint-Venture-Eisenbahngesellschaft, die für den Betrieb der Eisenbahnlinien in Zentralmosambik verantwortlich war. Sie hatte zwei Hauptabschnitte, die Machipanda-Strecke nach Simbabwe und die Sena-Strecke zu den Kohlefeldern von Moatize mit einer weiteren Anschlussmöglichkeit nach Malawi.
Sie wurde 2005 gegründet und gehörte zu 51 % dem indischen Unternehmen Ricon und zu 49 % der staatlichen mosambikanischen Hafen- und Eisenbahngesellschaft. Deren Konzession wurde jedoch 2011 wegen Nichteinhaltung der vertraglichen Verpflichtungen aufgelöst.

## Geschichte
Im Jahr 2005 privatisierte die mosambikanische Regierung die Strecke zwischen den Städten Beira und Machipanda, die Teil der Bahnstrecke Beira–Bulawayo ist. Der Privatisierungsvertrag sah vor, dass das Unternehmen, das den Zuschlag erhielt, die im Bürgerkrieg von 1977 bis 1992 zerstörte Bahnlinie renovieren, die Infrastruktur regelmäßig instand halten sowie Fracht und Passagiere befördern sollte.
Den Zuschlag erhielt das Unternehmen Ricon, es wurde eine Vereinbarung zur Gründung eines Gemeinschaftsunternehmens, der Beira Railroad Corporation (CCFB), unterzeichnet. Ricon sollte 51 % des Kapitals der CCFB halten, während 49 % dem staatlichen Unternehmen Mozambique Ports and Railways (CFM) gehören sollten.
Im Jahr 2011 wurde die Konzession der CCFB wegen Nichteinhaltung der vertraglichen Verpflichtungen und wegen Mängeln bei den Arbeiten widerrufen. Die CCFB-Konzession wurde an die CFM zurückgegeben.#